# Tarnowo Podgórne (gmina)
Pour le chef-lieu, voir Tarnowo Podgórne.
Tarnowo Podgórne est une gmina rurale du powiat de Poznań, Grande-Pologne, dans le centre-ouest de la Pologne. Son siège est le village de Tarnowo Podgórne, qui se situe environ 19 km au nord-ouest de la capitale régionale Poznań.
La gmina couvre une superficie de 101,4 km2 pour une population de 18 690 habitants.

## Géographie

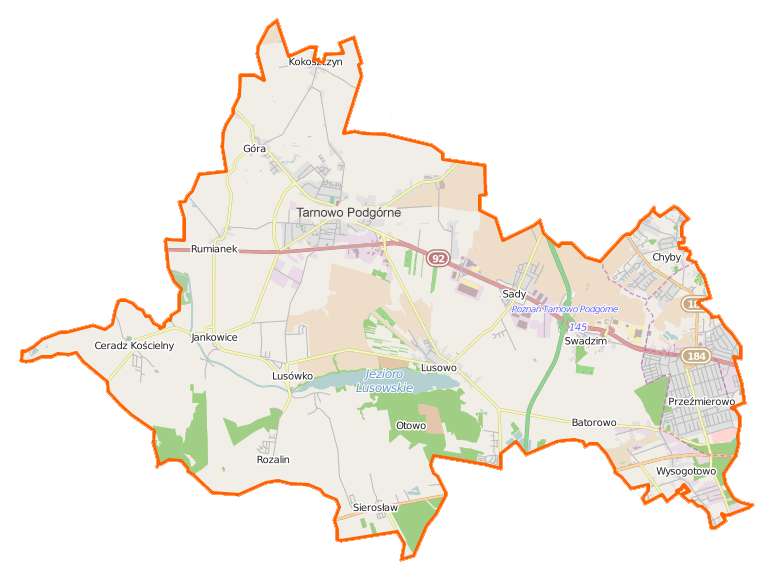
Plan de la gmina.

Outre le village de Tarnowo Podgórne, la gmina inclut les villages de:
- Baranowo
- Batorowo
- Ceradz Kościelny
- Chyby
- Góra
- Jankowice
- Kokoszczyn
- Lusówko
- Lusowo
- Przeźmierowo
- Rumianek
- Sady
- Sierosław
- Swadzim
- Wysogotowo

### Gminy voisines
La gmina de Tarnowo Podgórne est bordée :
- des gminy de :
  - Buk
  - Dopiewo
  - Duszniki
  - Kaźmierz
  - Rokietnica

- de la ville de :
  - Poznań

## Structure du terrain
D'après les données de 2002, la superficie de la commune de Tarnowo Podgórne est de 101,4 km², répartis comme tel :
- terres agricoles : 79 %
- forêts : 7 %

La commune représente 5,34 % de la superficie du powiat.

## Démographie
Données du 30 juin 2004 :
| Description        | Total  | Total | Femmes | Femmes | Hommes | Hommes |
| ------------------ | ------ | ----- | ------ | ------ | ------ | ------ |
| Unité              | Nombre | %     | Nombre | %      | Nombre | %      |
| population         | 17 743 | 100   | 9 033  | 50,9   | 8 710  | 49,1   |
| Densité (hab./km²) | 175    | 175   | 89,1   | 89,1   | 85,9   | 85,9   |

## Jumelages
- Fronreute (Allemagne) depuis 1995
- Rohrdorf (Allemagne) depuis 2004